# Krisztián Tiber
Krisztián Tiber (né le 6 octobre 1972 à Budapest en Hongrie) est un joueur de football hongrois, qui évoluait au poste d'attaquant.
Il a fini meilleur buteur du championnat de Hongrie durant de la saison 1998 avec 20 buts.